# Jean-Claude Lagniez
Jean-Claude Lagniez (né le 12 septembre 1947), est un pilote automobile et cascadeur français,.

Il fait une apparition dans le film Rien à Déclarer (2010) de Dany Boon au volant d'une Ferrari qui se fait doubler par une 4L customisée .